# Zelmira
Zelmira (wł. Zelmira) – opera seria Gioacchina Rossiniego w dwóch aktach, do której libretto napisał Andrea Leone Tottola. Jej premiera miała miejsce w Neapolu 16 lutego 1822 roku.

## Historia
Libretto Andrea Tottoli zostało oparte na tragedii francuskiego autora Dromonta De Belloy i należy do najgorszych, jakie Rossini opracowywał muzycznie. Mimo to kompozytor włożył w nie sporo wysiłku, miało to być bowiem jego pożegnanie z Neapolem. Z końcem stagione upływał termin kontraktu zawartego z kompozytorem. Jego dotychczasowy impresario Domenico Barbaja opuszczał Neapol i udawał się do Wiednia, gdzie miał objąć kierownictwo teatru przy Bramie Karynckiej. Zaproponował Rossiniemu nowy, korzystny kontrakt i wystawienie w Wiedniu Zelmiry, na co Rossini zgodził się bez wahania.
16 lutego 1822 odbyła się premiera opery i zakończyła się pełnym sukcesem. Zarówno Rossini jak i główni wykonawcy byli przedmiotem nie kończących się owacji. Prasa nazwała operę arcydziełem, najlepszym co Rossini dotychczas napisał i stawiała ją wyżej od Mojżesza w Egipcie. Zelmira utrzymała się na scenie przez kilkanaście lat. Przyćmiły ją jednak następne opery Rossiniego. W 1964 roku została ponownie wystawiona w Neapolu po z górą wiekowej przerwie.

## Osoby i pierwsza obsada
| Rola                                    | Głos        | Premiera 16 lutego 1822 (Pierwsza obsada) |
| --------------------------------------- | ----------- | ----------------------------------------- |
| Zelmira, żona Ilona, córka Polidora     | sopran      | Isabella Colbran                          |
| Ilo, mąż Zelmiry                        | tenor       | Giovanni David                            |
| Antenor, pretendent do władzy na Lesbos | tenor       | Andrea Nozzari                            |
| Polidor, władca Lesbos                  | bas         | Antonio Ambrosi                           |
| Emma, powiernica Zelmiry                | mezzosopran | Anna-Maria Cecconi                        |
| Leukip, wspólnik Antenora               | bas         | Michele Benedetti                         |
| Eacide                                  | tenor       | Gaetano Chizzola                          |
| Arcykapłan                              | tenor       | Massimo Oralndini                         |

## Treść

### Akt I
Akcja utworu rozgrywa się w starożytności na wyspie Lesbos, król Polidor panuje szczęśliwie otoczony miłością ludu, córki Zelmiry i zięcia Ilona. Podczas nieobecności Ilona, Azor król sąsiedniej Mityleny, napada na wyspę i podbija ją. Stary Polidoruchodzi z życiem dzięki Zelmirze, która ukrywa go w podziemiach mauzoleum królów wyspy. Uzurpator niedługo cieszy się zwycięstwem, zostaje bowiem zamordowany na rozkaz Antenora nowego pretendenta do władzy. W tym momencie rozpoczyna się akcja opery. Antenor i Lukip udają żałobę po śmierci Azora, w istocie przemyśliwają nad zagarnięciem władzy nad wyspą i zrzuceniem winy za śmierć króla Mityleny na Zelmirę, co do której krąży już posądzenie o zamordowanie ojca. Ilo powraca z pola walki stęskniony za żoną i synkiem, znajduje jednak Zelmirę zatrwożoną i przejętą wydarzeniami. Antenor przekonuje Ilona, że Zelmira nie tylko zabiła ojca, ale nastawała również na życie męża, jako potajemna kochanka Azora. Zelmira pogrąża się w rozpaczy. Antenor koronuje się na króla Lesbos, a Leukip próbuje zabić Ilon, gdy Zelmira udaremnia zamach, oskarża ją o próbę zamordowania męża. Zelmira zostaje wtrącona do więzienia.

### Akt II
Antenor przechwytuje listy Zelmiry do męża, każe ją uwolnić i śledzić mając nadzieję odkryć, gdzie ukrywa się Polidor. Zelmira przekazuje syna w ręce swej powiernicy Emmy. Ilo spotyka w podziemiach Polidora i przekonuje się o niewinności Zelmiry. Ona cieszy się takim obrotem sprawy, nie wie, że Antenor śledził Ilona i teraz aresztował Polidora. Teraz Antenor jeszcze raz oskarża Zelmirę o zamordowanie Azora i skazuje ją i Polidora na śmierć. Powiadomiony przez Emmę Ilo nadciąga na czele swych oddziałów. Uwalnia żonę i teścia, a Antenora i Leukipa wtrąca do więzienia. Zelmira nie posiada się z radości.

## O operze
Zelmira z pewnością nie dorównuje, jak tego chcieli wychwalający Rossiniego dziennikarze neapolitańscy, Mojżeszowi. Należy jednak niewątpliwie do bardziej udanych dzieł kompozytora. Uderza jednością stylu i troską o prawdę ekspresji dramatycznej. Czasami element refleksyjny przeważa w niej nawet nad spontanicznością wypowiedzi. Do najlepszych jej kart należą duet Zelmiry i jej przyjaciółki Emmy Perchè mi guari e piangi. Dzieło zdumiewało współczesnych śmiałością stylu. Stendhal na marginesie Zelmiry napisał: Rossini w operze oddalił się od stylu "Tankreda" i "Aureliana", podobnie jak Mozart w "La clemenza di Tito" od stylu "Don Juana". Dwaj ci geniusze poszli w przeciwnych kierunkach. Mozart byłby się zupełnie zitalianizował, Rossini natomiast stanie się na koniec prawdopodobnie bardziej niemiecki od Beethovena.

## Nagrania
- Gasdia, Fink, Mateuzzi, Merritt, Garcia, pod dyr. Scimone (Erato 1989)
- Devia, Ganassi, Kelly, Workman, Regazzo, pod dyr. Beniniego (live 1999)[5]